# Білий Спиридон Юхимович
Бі́лий Спиридо́н Юхи́мович (рос. Белый Спиридон Ефимович; 9 грудня 1912 — 5 березня 1994) — радянський військовик, Герой Радянського Союзу (1944), учасник німецько-радянської війни.

## Біографія
Народився 9 грудня 1912 року на хуторі Бейсужек (нині Виселківський район Краснодарського краю Росії) в селянській родині. Росіянин. Отримав середню освіту. Працював шкільним учителем на рідному хуторі.
До лав РСЧА призваний Виселковським РВК у 1939 році. Закінчив Тбіліське гірсько-артилерійське училище імені 26 Бакинських комісарів.
Учасник німецько-радянської війни з грудня 1942 року. Воював на Північно-Кавказькому, Південному, 4-у Українському та 2-у Українському фронтах.
Особливо командир батареї 150-го гвардійського винищувально-протитанкового артилерйського полку 5-го гвардійського кавалерійського Донського козацького корпусу гвардії лейтенант С. Ю. Білий відзначився під час визволення Лівобережної України: 10 вересня 1943 року переслідуючи відступаючого ворога, разом зі своєю батареєю першим увійшов до міста Волноваха Донецької області і щільним вогнем забезпечив визволення міста; 18 вересня у боях за село Мала Токмачка Запорізької області батарея, після відходу кавалерійських частин, одна вела бій з переважаючими з мото-механізованими частинами ворога, що підтримувались авіацією, але свої позиції не залишила.
Після війни продовжив військову службу в ЗС СРСР. У 1957 році вийшов у запас у званні «підполковника».
Мешкав у місті Новочеркаську Ростовської області, де й помер 5 березня 1994 року.

## Нагороди
Указом Президії Верховної Ради СРСР від 19 березня 1944 року за зразкове виконання бойових завдань командування на фронті боротьби з німецькими загарбниками та виявлені при цьому відвагу і героїзм, гвардії капітанові Білому Спиридону Юхимовичу присвоєне звання Героя Радянського Союзу з врученням ордена Леніна і медалі «Золота Зірка».
Також нагороджений трьома орденами Вітчизняної війни 1-го ступеня (04.03.1944, 13.03.1945, 06.04.1985) і медалями.

## Пам'ять
6 листопада 2002 року середній загальноосвітній школі № 14 хутора Бейсужек-2 присвоєно ім'я Героя Радянського Союзу Спиридона Юхимовича Білого.